# Raphe
Raphe avser en hudsöm som syns där två halvor av ett organ har vuxit ihop under fosterstadiet. Det mest framträdande hos människor är det som börjar vid anus hos båda könen, och syns i mellangården, perineum, och på männen fortsätter över pungen, scrotum, och på undersidan av penis ut på förhuden.
I sällsynta fall växer inte raphe ihop under fosterstadiet, och då kan det bildas en öppning i penis som försvårar urinering, med ett för kort urinrör. Detta tillstånd kallas hypospadi, och kan opereras bort.

## Förklarande bilder

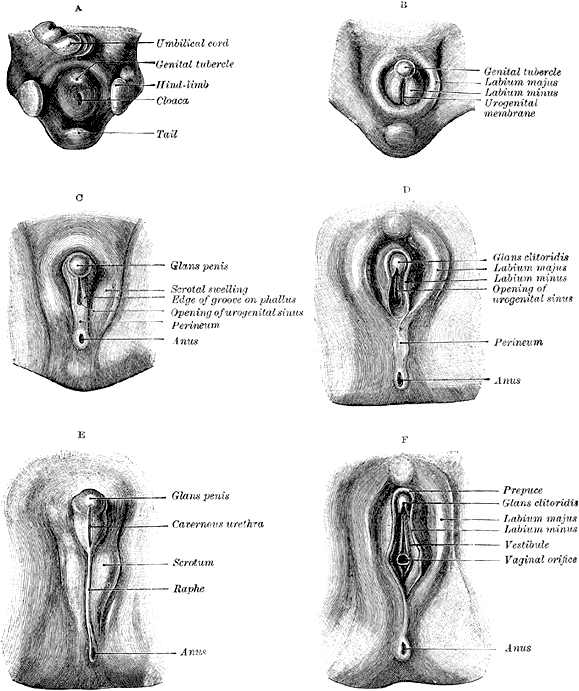
Utvecklingsstadier av de yttre könsorganen hos båda könen.
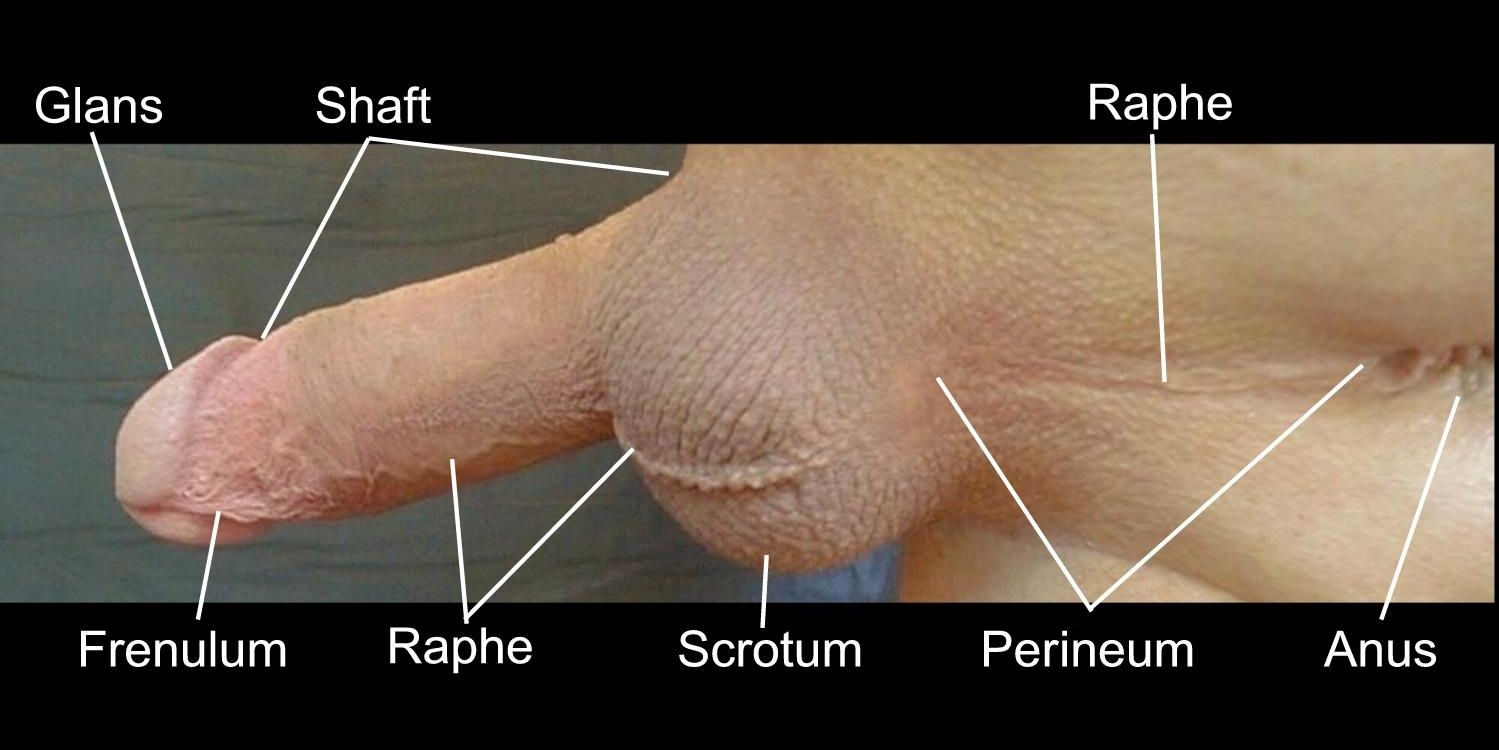
Bild på manligt raphe från scrotum till penis.
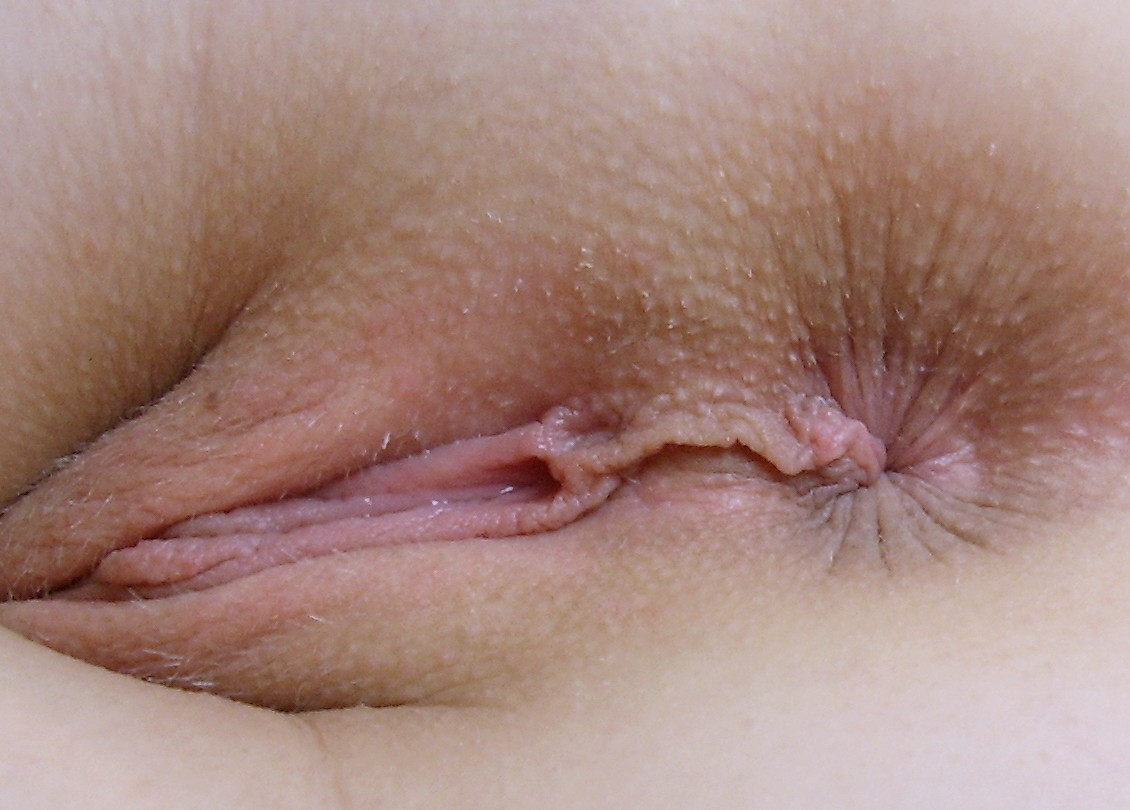
Kvinnlig tydligt upphöjd raphe.